# A*Teens
A*Teens (também A-Teens ou estilizado A*TEENS) é um coed group sueco de música pop, formado por Niklas Berg em 1998, como um tributo ao grupo pop ABBA, chamado de ABBATeens e mais tarde renomeado para A-Teens. É um quarteto composto por Marie Serneholt, Amit Paul, Dhani Lennevald e Sara Lumholdt.
O álbum de estreia da banda tornou-se um sucesso em todo o mundo com mais de 3 milhões de cópias vendidas. Em 2001, lançaram seu segundo álbum, Teen Spirit, que ganhou discos de ouro nos Estados Unidos e em seu país natal, a Suécia. O álbum vendeu mais de 1,2 milhões de cópias, fazendo com que o grupo atingisse a marca de 5 milhões de álbuns vendidos no total.
Depois de lançar mais dois álbuns de estúdio: Pop 'til You Drop! e New Arrival (2003), e com cerca de seis anos juntos, a banda anunciou o lançamento de uma compilação de grandes sucessos intitulada Greatest Hits. Cada canção deste álbum tornou-se um hit Top 20 em pelo menos um país do mundo.
A promoção do álbum foi curta, a banda fez alguns shows na Suécia e entrevistas internacionais para revistas. Nesse período, meios de comunicação relataram que a banda estava se separando após seis anos no mundo pop. A banda rapidamente negou os rumores em seu site oficial. Mas após meses do lançamento da compilação, a banda anunciou uma pausa de dois anos. Em 15 de abril de 2006, o site sueco de Serneholt anunciou oficialmente que os A-Teens haviam-se dissolvido, e que os membros do grupo queriam seguir carreira solo. Eles se reagruparam novamente em fevereiro de 2024, para uma apresentação no concurso musical sueco Melodifestivalen.

## Discografia

### Álbuns de estúdio
| The ABBA Generation                                               | - Lançamento: 25 de agosto de 1999 - Gravadora: Universal - Formatos: CD, cassete     | 1 | 2  | 14 | 2  | 2  | 2  | 2  | 12 | 85 | 71 | - GLF: 2× Platinum - BVMI: Gold - IFPI AUT: Gold - IFPI NOR: Platinum - IFPI SWI: Gold - NVPI: Platinum - RIAA: Gold |
| Teen Spirit                                                       | - Lançamento: 26 de fevereiro de 2001 - Gravadora: Universal - Formatos: CD, cassette | 2 | 18 | —  | 33 | 5  | 42 | 37 | 13 | —  | 50 | - GLF: Gold - RIAA: Gold                                                                                             |
| Pop 'til You Drop!                                                | - Lançamento: 18 de junho de 2002 - Gravadora: MCA - Formatos: CD                     | — | —  | —  | —  | —  | —  | —  | —  | —  | 45 | |
| New Arrival                                                       | - Released: 27 de janeiro de 2003 - LGravadora: Universal - Formatos: CD              | 4 | —  | —  | —  | 95 | 91 | —  | —  | —  | —  | |
| "—" denota lançamentos que não apareceu na tabela ou não lançado. |                                                                                       |   |    |    |    |    |    |    |    |    |    | |

### Álbuns de compilação
| Greatest Hits                                                     | - Released: 12 May 2004 - Label: Universal - Formats: CD, vinyl, digital download             | 16 |
| 14 Hits                                                           | - Released: 2004 - Label: Stockholm Records, Universal - Formats: CD, vinyl, digital download | —  |
| "—" denota lançamentos que não apareceu na tabela ou não lançado. |                                                                                               |    |

### Álbuns de remixes
| Título                    | Detalhes do álbum                                                                              |
| ------------------------- | ---------------------------------------------------------------------------------------------- |
| The ABBA Generation Remix | - Lançamento: 21 de fevereiro de 2001 (apenas no Japão) - Gravadora: MCA - Formatos: CD, vinyl |

### Singles
| 1999                                                                                 | "Mamma Mia"                                   | 1  | 14 | 10 | 14 | 10 | 7  | 3  | 6  | 9  | 12 | —  | - GLF: 4× Platinum           | The ABBA Generation               |
| 1999                                                                                 | "Super Trouper"                               | 2  | 11 | 31 | —  | 4  | 11 | 15 | —  | 18 | 21 | —  | - GLF: Platinum - BVMI: Gold | The ABBA Generation               |
| 1999                                                                                 | "Gimme! Gimme! Gimme! (A Man After Midnight)" | 10 | —  | 4  | —  | 33 | 24 | —  | 20 | 51 | —  | —  | - GLF: Gold                  | The ABBA Generation               |
| 1999                                                                                 | "Happy New Year"                              | 4  | —  | —  | 12 | —  | —  | —  | —  | —  | —  | —  | - GLF: Gold                  | Non-album single                  |
| 2000                                                                                 | "Dancing Queen"                               | —  | —  | —  | —  | 64 | 88 | —  | —  | —  | —  | 95 |                              | The ABBA Generation               |
| 2000                                                                                 | "Upside Down"                                 | 2  | 34 | 28 | —  | 10 | 28 | —  | 15 | 7  | 10 | 93 | - GLF: 2× Platinum           | Teen Spirit                       |
| 2001                                                                                 | "Halfway Around the World"                    | 7  | —  | —  | —  | 51 | —  | —  | —  | 73 | 30 | —  | - GLF: Gold                  | Teen Spirit                       |
| 2001                                                                                 | "Sugar Rush"                                  | 15 | —  | —  | —  | 72 | —  | —  | —  | —  | —  | —  |                              | Teen Spirit                       |
| 2001                                                                                 | "Heartbreak Lullaby"                          | 6  | —  | —  | —  | 77 | —  | —  | —  | 97 | —  | —  |                              | The Princess Diaries              |
| 2002                                                                                 | "Can't Help Falling in Love"                  | 12 | —  | —  | —  | —  | 50 | —  | —  | —  | —  | —  |                              | Lilo & Stitch e Pop 'til You Drop |
| 2002                                                                                 | "Floorfiller"                                 | 4  | 46 | —  | —  | 33 | —  | —  | —  | —  | —  | —  | - GLF: Gold                  | Pop 'til You Drop e New Arrival   |
| 2003                                                                                 | "A Perfect Match"                             | 2  | —  | —  | —  | 77 | —  | —  | —  | —  | —  | —  |                              | New Arrival                       |
| 2004                                                                                 | "I Promised Myself"                           | 2  | —  | —  | —  | —  | —  | —  | —  | —  | —  | —  |                              | Greatest Hits                     |
| "—" denota lançamentos que não apareceram nas tabelas ou não foram lançados no país. |                                               |    |    |    |    |    |    |    |    |    |    |    |                              |                                   |

### Singles promocionais
| Título                 | Ano  | Álbum               |
| ---------------------- | ---- | ------------------- |
| "The Name of the Game" | 2000 | The ABBA Generation |
| "Take a Chance on Me"  | 2000 | The ABBA Generation |
| "Bounce with Me"       | 2003 | Non-album single    |

## Turnês
- Pop 'til You Drop! (2002)